# Andrzej Jan Sokołowski
Andrzej Jan Sokołowski (ur. 22 listopada 1941 w Komarowie) – polski mechanik, działacz opozycji demokratycznej w okresie PRL.

## Życiorys
W 1967 został absolwentem Wieczorowego Technikum Mechanicznego w Świdniku. W latach 1959–1981 pracował w Wytwórni Sprzętu Komunikacyjnego „PZL-Świdnik”. Od 1984 do czasu przejścia w 2006 na emeryturę prowadził własną działalność gospodarczą.
W trakcie wydarzeń sierpnia 1980 był członkiem komitetu strajkowego w zakładzie pracy. Wstąpił do „Solidarności”, zaangażował się w tworzenie struktur związku. Wszedł w skład prezydium regionalnego MKZ. Współtworzył tymczasowy zarząd regionu; następnie wraz z Wiesławem Kamińskim organizował I WZD Regionu Środkowo-Wschodniego NSZZ „S”. Po wprowadzeniu stanu wojennego stanął na czele spacyfikowanego przez oddziały ZOMO strajku (pierwszego w kraju) w WSK „PZL-Świdnik”. Został zwolniony z pracy, przez około 10 miesięcy pozostawał w ukryciu, współtworząc i do 1984 kierując podziemnymi strukturami związku w regionie. Od 1982 członek Regionalnej Komisji Koordynacyjnej Regionu Środkowo-Wschodniego NSZZ „Solidarność” (RKK). W lutym 1984 za prowadzoną działalność został zatrzymany, był aresztowany do czerwca tego samego roku. Wchodził w skład tymczasowego zarządu regionu, zaś w latach 1989–1990 stał na czele miejskiego Komitetu Obywatelskiego.
W 2011 prezydent Bronisław Komorowski odznaczył go Krzyżem Komandorskim Orderu Odrodzenia Polski. W 2018 odmówił przyjęcia od prezydenta Andrzeja Dudy Krzyża Wolności i Solidarności, uzasadniając to sprzeciwem wobec wprowadzenia w Polsce przez obóz polityczny prezydenta „dyktatury partyjnej”.